# Ceaulmont
Ceaulmont là một xã ở tỉnh Indre khu vực trung bộ Pháp. Xã này có diện tích 17,38 km², dân số thời điểm năm 1999 là 651 người. Khu vực này có độ cao trung bình 197 mét trên mực nước biển.